# Ольховка (Увинський район)
Ольхо́вка (рос. Ольховка) — присілок у складі Увинського району Удмуртії, Росія.

## Населення
Населення — 118 осіб (2010; 136 в 2002).
Національний склад станом на 2002 рік:
- удмурти — 95 %

## Урбаноніми[3]
- вулиці — Будівельна, Молодіжна, Станційна, Центральна